# Masubi
Masubi è un centro eruttivo presente sulla superficie di Io.